# Claude Pouillet
Claude Servais Mathias Pouillet (Cusance, 16 de fevereiro de 1791 — Paris, 14 de junho de 1868) foi um físico francês.
Foi professor de física na Sorbonne e membro da Academia de Ciências da França.

## Biografia
Ele estudou ciências na École Normale Supérieure em Paris, e 1829-1849 foi associada com a Conservatoire national des arts et métiers, primeiro como professor e, começando em 1832, um administrador. Após a morte de Pierre Louis Dulong em 1838, ele atingiu a cadeira de Físicana Faculdade de Ciências. Por um breve período de tempo, ele estava cadeira de física na École Polytechnique (1831), onde ele foi sucedido por César Despretz em 1831 e Gabriel Lamé em 1832.
Em 1852 foi compulsoriamente aposentado da Faculdade de Ciências, porque ele se recusou a fazer um juramento de fidelidade à governo imperial que assumiu o poder no final de 1851

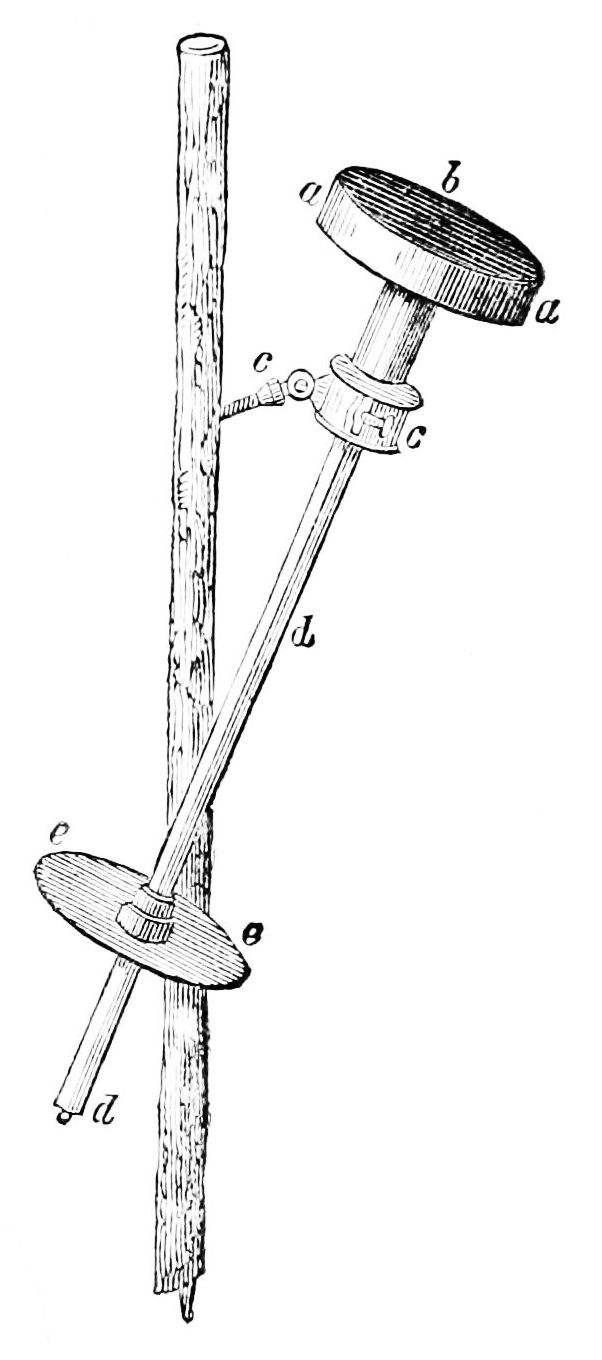
Drawing of a Pouillet pyrheliometer

## Publicações
- Mémoire sur l'électricité des fluides élastiques et sur une des causes de l'électricité de l'atmosphère (1828)
- Éléments de physique expérimentale et de météorologie (1827) ,
- Leçons de physique de la Faculté des sciences de Paris, recueillies et rédigées par M. Grosselin, (22 mars 1828 au 29 juillet 1828) Volume II: magnétisme, électricité, galvanisme, électro-magnétisme, acoustique, optique
- Mémoire sur la chaleur solaire, sur les pouvoirs rayonnants et absorbants de l'air atmosphérique et sur la température de l'espace (1838)
- Notions générales de physique et de météorologie à l'usage de la jeunesse (1850)
- Mémoire sur la densité de l'alcool ; sur celle des mélanges alcooliques ; sur un nouveau mode de graduation de l'aréomètre à degrés égaux (1859)
- Mémoire sur la position des pôles dans l'intérieur des barreaux aimantés et sur la mesure absolue des forces magnétiques (1859)